# Puerto de Tamán
Port Tamán (del ruso: Порт Тамань) es un puerto situado entre los cabos Panagiya y Zhelezni Rog en el mar Negro, 10 km al sur de Tamán, más exacto al suroeste de la península de Tamán. Perteneciente administrativamente al raión de Temriuk del krai de Krasnodar, en Rusia. Junto al puerto se halla Volná.
El puerto se dedica al transbordo de carga y a la exportación. Principalmente se transporta a través del puerto petróleo y productos petrolíferos, gases hidrocarbúricos en estado líquido, amoníaco y cereales. En el puerto existe una estación de ferrocarril que es terminal de un ferrocarril de 36 km desde Vyshestebliyevskaya.

## Historia y actividad
El puerto se abrió al transporte internacional el 23 de septiembre de 2009. Las empresas encargada del diseño y construcción del puerto son OOO Gazeksport, OOO Soyuzresurs-Kuban, OOO Varnava, OAO Toliatiazot, ZAO Tamanneftegaz. En septiembre de 2011 se abrió al transporte de cereales, la terminal de carga está a cargo de la ZAO Tamán Invest. Según el proyecto de construcción, para 2015 debe ser capaz de transportar 30 millones de toneladas de mercancías.